# Crljenci
Crljenci falu Horvátországban Pozsega-Szlavónia megyében. Közigazgatásilag Bresztováchoz tartozik.

## Fekvése
Pozsegától légvonalban 14, közúton 20 km-re, községközpontjától légvonalban 10, közúton 13 km-re északnyugatra, Szlavónia középső részén, az Orljava bal partján, Podsreće és Sloboština között fekszik.

## Története
A középkorban már 1457-ben és 1483-ban is nemesi birtokként említik az írásos források. A török uralom idején csekély számú muzulmán lakossága volt, majd Boszniából érkezett pravoszláv vlachok telepedtek meg itt. 1698-ban „Czerlyenczi” néven 1 portával, Szava Gvozdenovich portájával szerepel a török uralom alól felszabadított szlavóniai települések összeírásában. Az első katonai felmérés térképén „Dorf Czerlijenczi” néven látható. Lipszky János 1808-ban Budán kiadott repertóriumában „Cerljenci” néven szerepel. Nagy Lajos 1829-ben kiadott művében „Czerljeczi” néven 9 házzal és 79 ortodox vallású lakossal találjuk. 1857-ben 96, 1910-ben 137 lakosa volt. 1910-ben a népszámlálás adatai szerint teljes lakossága szerb anyanyelvű volt. Pozsega vármegye Pozsegai járásának része volt. Az első világháború után 1918-ban az új szerb-horvát-szlovén állam, majd később (1929-ben) Jugoszlávia része lett. 1991-ben teljes lakosságának 96%-a szerb nemzetiségű volt. 2011-ben 12 lakosa volt.

## Lakossága
| Lakosság változása | Lakosság változása | Lakosság változása | Lakosság változása | Lakosság változása | Lakosság változása | Lakosság változása | Lakosság változása | Lakosság változása | Lakosság változása | Lakosság változása | Lakosság változása | Lakosság változása | Lakosság változása | Lakosság változása | Lakosság változása |
| ------------------ | ------------------ | ------------------ | ------------------ | ------------------ | ------------------ | ------------------ | ------------------ | ------------------ | ------------------ | ------------------ | ------------------ | ------------------ | ------------------ | ------------------ | ------------------ |
| 1857               | 1869               | 1880               | 1890               | 1900               | 1910               | 1921               | 1931               | 1948               | 1953               | 1961               | 1971               | 1981               | 1991               | 2001               | 2011               |
| 96                 | 109                | 86                 | 99                 | 118                | 137                | 134                | 162                | 125                | 129                | 124                | 114                | 65                 | 50                 | 11                 | 12                 |